# Jazz dance

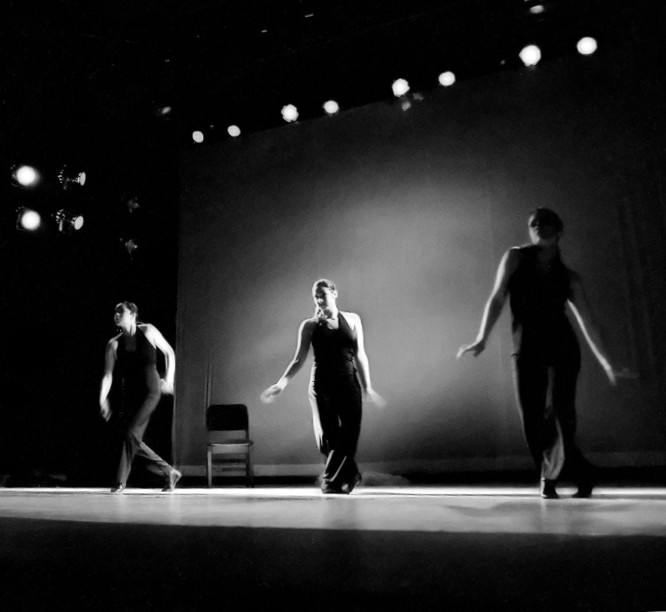
Tanečníci moderního jazz dance.

Jazz dance, také jazzový tanec, označuje široké spektrum tanečních stylů. Označení jazz dance se zprvu používalo pro původní afroamerické tance. V 50. letech se tak také začal označovat nový druh jazz dance – modern jazz dance – ovlivněný tradičními karibskými tanci. Každý jednotlivý styl jazz dance vychází z jednoho z těchto kořenů.

## Historie

### Tradiční
Do poloviny 50. let 20. století se jako jazz dance označovaly původní afroamerické tance z konce 19. až poloviny 20. století. Jazz dance se často spojuje se stepem, který se na jazzovou hudbu tancoval a byl jedním z dominantních tanců konce 19. století. Jazz dance časem prohloubil rozdíl mezi tancem společenským a tancem určeným pro vystupování. Spolu s vývojem jazzové hudby populární formy jazz dance zahrnovaly Cakewalk, Black Bottom, Charleston a swingové tance jako lindyhop nebo boogie-woogie. Mnohé z těchto tanců jsou stále populární, tancují se a jsou vyučovány.

### Moderní
Koncem 50. let 20. století průkopníci jako Katherine Dunham vzal tradiční karibské tance a upravili je pro vystupování. Se vzrůstající dominancí jiných forem hudby v zábavním průmyslu se jazz dance vyvinul na Broadwayi do nového uhlazeného stylu, který je dnes učen jako moderní jazz dance a oddělil se od stepu. Styl jazz dance určený k vystupování zpopularizoval svou prací Bob Fosse, který se autorsky podílel na broadwayských představeních jako Chicago, Cabaret, Damn Yankees a The Pajama Game. Moderní jazz je základním prvkem muzikálů a často se objevuje ve videoklipech nebo v soutěžních tancích.